# 新・がんばる商店街77選
新・がんばる商店街77選（しんがんばるしょうてんがい77せん）は、日本の中小企業庁が選定し、2009年（平成21年）3月31日に発表した77か所の商店街である。
2006年（平成18年）5月30日に発表した「がんばる商店街77選」に続くものである。また、2014年（平成26年）2月及び2015年（平成27年）3月には「がんばる商店街30選」が選定されている。

## 概要
1980年代後半から各地の商店街の衰退が顕在化し、通称「シャッター通り」と呼ばれるようになった。その背景には、少子高齢化や人口の減少など様々な原因がある。一方そのような事態に対処し衰退を未然に克服するために日本の各地のいくつかの商店街は活性化や賑わいあふれる街づくりを目指している。中小企業庁はこれらの商店街を「新・がんばる商店街」として77の商店街などを選びそれを参考として他の商店街にも参考としてがんばって貰いたいと発表した。

## 選定方法
経済産業省の各地方の経済産業局が地方公共団体や全国商店街振興組合連合会などの協力を得て集めた情報から、中小企業政策審議会商業部会の事例検討小委員会（委員長：石原武政（関西学院大学教授））が選定した。3年前の「がんばる商店街77選」とは視点を換え次の5項目が主な選定のポイントとなっている。
- 社会的弱者に配慮した商店街づくり
- 環境に優しい商店街づくり
- 安心・安全な商店街づくり
- 地域の魅力を発信する取組み
- 地域住民と連携したまちづくりの取組み

下記はそれらの商店街の一覧である。

## 一覧

### 北海道
- 岩内町 - 岩内町名店街
- 室蘭市 - 輪西商店街
- 白老町 - 白老大町商店街

### 東北地方
- 青森県弘前市 - 下土手町商店街
- 岩手県花巻市 - 東和町土沢商店街
- 宮城県石巻市 - アイトピア商店街・橋通り商店街
- 宮城県南三陸町 - 志津川おさかな通り
- 秋田県大館市 - 大町商店街
- 山形県鶴岡市 - 鶴岡山王商店街
- 山形県長井市 - 本町大通り商店街
- 福島県いわき市 - 平商店会

### 関東地方
- 茨城県つくば市 - 北条商店街「筑波北条米を活かした街づくり―米（マイ）コミュニティ構想」
- 栃木県鹿沼市 - まろにえ21
- 群馬県館林市 - たてばやし下町通り商店街
- 埼玉県入間市 - アポポ商店街
- 千葉県千葉市稲毛区 - 稲毛商店街
- 東京都墨田区 - 鳩の街通り商店街
- 東京都品川区 - 戸越銀座商店街
- 東京都あきる野市 - 五日市商和会
- 神奈川県横浜市鶴見区 - 鶴見銀座商店街

### 中部地方
- 新潟県新潟市中央区 - 上古町商店街
- 新潟県上越市 - 高田本町商店街

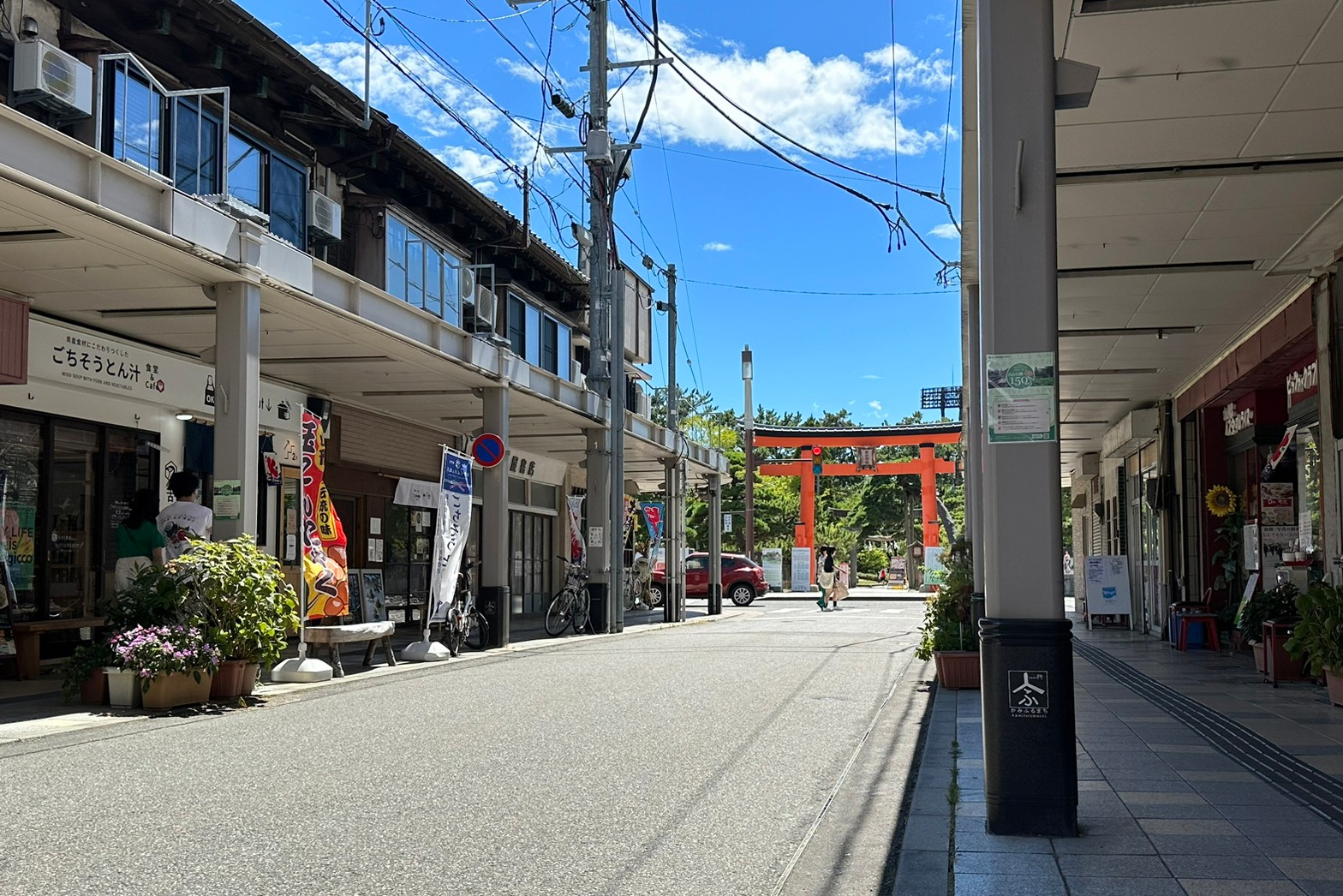
リノベーションが進む上古町商店街カミフル（2023年8月）

- 山梨県身延町 - 身延駅前しょうにん通り商店街
- 静岡県富士市 - 吉原商店街
- 長野県駒ヶ根市飯島町・中川村 - つれてってカード協同組合商店街
- 長野県佐久市 - 岩村田本町商店街
- 富山県富山市 - 上新町商店街
- 富山県高岡市 - 市中心市街地まちづくり
- 石川県金沢市 - 武蔵地区、武蔵、近江町市場、尾張町、横安江町、彦三の各商店街
- 石川県加賀市 - 山中温泉南町ゆげ街道
- 岐阜県岐阜市 - 岐阜柳ヶ瀬商店街
- 岐阜県高山市 - 高山市商店街
- 福井県小浜市 - 小浜駅通り商店街
- 福井県越前市 - まちなか商店街
- 愛知県名古屋市昭和区 - 桜山商店街
- 愛知県一宮市 - 本町商店街
- 愛知県豊田市 - 桜町本通り商店街

### 近畿地方
- 三重県四日市市 - 諏訪西商店街
- 三重県伊勢市 - 伊勢高柳商店街
- 滋賀県多賀町 - 多賀門前町共栄会
- 京都府京都市中京区 - 京都三条会商店街
- 京都府京都市伏見区 - 伏見大手筋商店街
- 大阪府大阪市中央区 - 空堀商店街
- 大阪府大阪市中央区 - 千日前道具屋筋商店街
- 大阪府東大阪市 - スマイル瓢箪山
- 兵庫県神戸市長田区 - 新長田地区商店街
- 兵庫県豊岡市 - 宵田商店街
- 奈良県奈良市 - 奈良もちいどのセンター街
- 奈良県天理市 - 天理本通商店街
- 和歌山県田辺市 - 田辺市商店街
- 和歌山県湯浅町 - 湯浅町商工会

### 中国地方
- 鳥取県米子市 - 本通り商店街、元町通り商店街
- 鳥取県倉吉市 - 本町通商店街
- 島根県松江市 - 松江まちづくり
- 島根県浜田市 - 紺屋町商店街
- 岡山県岡山市北区 - 表町商店街
- 岡山県津山市 -市内6商店街
- 広島県三原市 - 三原帝人通り商店街
- 広島県三次市 - 三次本通商店街
- 山口県山口市 - 山口道場門前商店街
- 山口県萩市 - 田町商店街

### 四国地方
- 徳島県徳島市 - 紺屋町歩道における朝市・日曜市
- 香川県高松市 - 高松常磐町、高松南新町、田町の各商店街
- 愛媛県四国中央市 - 川之江栄町商店街
- 高知県高知市 - 万々商店街
- 高知県四万十市 - 四万十市商店街

### 九州・沖縄地方
- 福岡県久留米市 - 六ツ門商店街
- 佐賀県大町町 - 大町商店街
- 長崎県長崎市 - 長崎浜んまち商店街
- 長崎県対馬市 - 市交流センター
- 熊本県熊本市東区 - 健軍商店街
- 大分県別府市 - 市中心部の8商店街
- 宮崎県宮崎市 - Doまんなかモール
- 宮崎県川南町 - トロントロン商店街
- 鹿児島県鹿児島市 - 宇宿商店街
- 沖縄県沖縄市 - 一番街商店街、銀天街商店街